# Hell in a Cell 2012
Hell in a Cell 2012 was een professioneel worstel-pay-per-viewevenement dat georganiseerd werd door de WWE. Dit evenement was de 4e editie van Hell in a Cell en vond plaats in de Philips Arena in Atlanta op 28 oktober 2012.

## Achtergrond
In de SmackDown-aflevering van 28 september 2012 won Big Show de "number 1 contender" match voor een World Heavyweight Championship-match door Randy Orton te verslaan.
Op diezelfde avond werd er ook een toernooi georganiseerd voor een WWE Tag Team Championship-match tegen de huide kampioenen Daniel Bryan en Kane (Team Hell No).
Tijdens de Raw-aflevering van 15 oktober 2012 kondigde Mr. McMahon aan dat CM Punk zijn WWE Championship moest verdedigen tegen Ryback.

## Matchen
| Nr.                                                                          | Match                                                                                                | Winnaar(s)              |
| ---------------------------------------------------------------------------- | --- | ----------------------- |
| 1                                                                            | Randy Orton vs. Alberto Del Rio (met Ricardo Rodríguez) in een een-op-eenmatch                       | Randy Orton             |
| 2                                                                            | Team Hell No (c) vs. Rhodes Scholars in een tag team match voor het WWE Tag Team Championship        | Rhodes Scholars         |
| 3                                                                            | Kofi Kingston (c) vs. The Miz in een een-op-eenmatch voor het WWE Intercontinental Championship      | Kofi Kingston (c)       |
| 4                                                                            | Antonio Cesaro (c) vs. Justin Gabriel in een een-op-eenmatch voor het WWE United States Championship | Antonio Cesaro (c)      |
| 5                                                                            | Rey Mysterio & Sin Cara vs. Prime Time Players in een tag team match                                 | Rey Mysterio & Sin Cara |
| 6                                                                            | Sheamus (c) vs. Big Show in een een-op-eenmatch voor het World Heavyweight Championship              | Big Show (nc)           |
| 7                                                                            | Eve (c) vs. Layla vs. Kaitlyn in een Triple Threat match voor het WWE Divas Championship             | Eve Torres (c)          |
| 8                                                                            | CM Punk (c) vs. Ryback in een Hell in a Cell match voor het WWE Championship                         | CM Punk (c)             |
| (c) huidige kampioen voor en na de match \| (nc) nieuwe kampioen na de match | |                         |

## Tag Team Championship-toernooi
Het toernooi ging van start in de SmackDown-aflevering van 28 september 2012. In de weken daarna werd via wedstrijden bepaald welk team de huidige Tag Team Champions Team Hell No (Kane & Daniel Bryan) zoud uitdagen voor de titels. In de Raw-aflevering van 22 oktober 2012 won het team Rhodes Scholars (Cody Rhodes & Damien Sandow) de finale door het team Rey Mysterio & Sin Cara te verslaan.
| Legenda | Legenda                   |
| ------- | ------------------------- |
| Pin     | Pinfall                   |
| Sub     | Submission                |
| CO      | Count-out                 |
| DCO     | Double count-out          |
| DQ      | Diskwalificatie           |
| DDQ     | Dubbele diskwalificatie   |
| Draw    | Gelijkspel                |
| Ref     | Scheidsrechtersbeslissing |

|  | Kwartfinale             | Kwartfinale         |                    |      | Halve finale | Halve finale |  |  | Finale | Finale |
|  |                         |                     |                    |      |              |              |  |  |        |        |
|  |                         |                     |                    |      |              |              |  |  |        |        |
|  |                         |                     |                    |      |              |              |  |  |        |        |
|  |                         |                     |                    |      |              |              |  |  |        |        |
|  | The Usos                | 1:54                |                    |      |              |              |  |  |        |        |
|  | The Usos                | 1:54                |                    |      |              |              |  |  |        |        |
|  | Rhodes Scholars         | Pin                 |                    |      |              |              |  |  |        |        |
|  | Rhodes Scholars         | Pin                 | Rhodes Scholars    | Pin  |              |              |  |  |        |        |
|  |                         |                     | Rhodes Scholars    | Pin  |              |              |  |  |        |        |
|  |                         | Marella & Ryder     | 3:07               |      |              |              |  |  |        |        |
|  | Marella & Ryder         | Marella & Ryder     | 3:07               | Pin  |              |              |  |  |        |        |
|  | Marella & Ryder         |                     |                    | Pin  |              |              |  |  |        |        |
|  | International Airstrike | 4:04                |                    |      |              |              |  |  |        |        |
|  | International Airstrike | 4:04                | Rhodes Scholars    | Pin  |              |              |  |  |        |        |
|  |                         |                     | Rhodes Scholars    | Pin  |              |              |  |  |        |        |
|  |                         | Mysterio & Sin Cara | 13:02              |      |              |              |  |  |        |        |
|  | R-Truth & Kingston      | Mysterio & Sin Cara | 13:02              | 4:19 |              |              |  |  |        |        |
|  | R-Truth & Kingston      |                     |                    | 4:19 |              |              |  |  |        |        |
|  | Prime Time Players      | Pin                 |                    |      |              |              |  |  |        |        |
|  | Prime Time Players      | Pin                 | Prime Time Players | 3:32 |              |              |  |  |        |        |
|  |                         |                     | Prime Time Players | 3:32 |              |              |  |  |        |        |
|  |                         | Mysterio & Sin Cara | Pin                |      |              |              |  |  |        |        |
|  | Primo en Epico          | Mysterio & Sin Cara | Pin                | 9:38 |              |              |  |  |        |        |
|  | Primo en Epico          |                     |                    | 9:38 |              |              |  |  |        |        |
|  | Mysterio & Sin Cara     | Pin                 |                    |      |              |              |  |  |        |        |
|  | Mysterio & Sin Cara     | Pin                 |                    |      |              |              |  |  |        |        |